# Кирпичников, Владимир Самуилович
Владимир Самуилович Кирпичников (латыш. Vladimirs Kirpičņikovs; 4 июля 1948, Рига) — латвийский шахматист, мастер спорта СССР 1969, мастер ФИДЕ по шахматам 2023, чемпион Латвийской ССР (1974). В составе сборной ЦДСА победитель командного чемпионата СССР 1966 г.

## Карьера шахматиста
Играть в шахматы научился в 10 лет. В 1968 году выполнил норму мастера спорта СССР по шахматам.
В 1974 году вместе с Юзефом Петкевичем поделил первое место в чемпионате Латвии по шахматам, и оба победителя были объявлены чемпионами. В 1977 году победил в турнире мастеров Латвии и получил право в следующем году участвовать в международном турнире в Юрмале.
Владимир Кирпичников также много лет играл в составе разных команд Латвии. В Спартакиадах народов СССР он участвовал в 1967 и 1975 годах.
В составе латвийской команды «Даугава» Владимир Кирпичников участвовал в командном чемпионате СССР в 1968, 1971 (занял третье место на 5 доске), 1974 и 1976 годах.

## Изменения рейтинга
| Графики недоступны из-за технических проблем. См. информацию на Фабрикаторе и на mediawiki.org. |